# Чан Мён
Чан Мён (кор. 장면?, 張勉?, 1899, Сеул — 1966, Сеул) — южнокорейский политик и дипломат, 2-й премьер-министр Южной Кореи (1950—1952), 7-й премьер-министр (1960—1961), 4-й вице-президент (1956—1960).
Католик. В 1921 поступил в католический Манхэттен колледж в Нью-Йорке, закончил его в 1925.
1949—1951 — посол в США.
Кандидат в вице-президенты от оппозиционной Демократической партии на президентских выборах в марте 1960. Поскольку президент избирался на безальтернативной основе, оппозиция режиму Ли Сын Мана делала ставку на выборы вице-президента. По официальным результатам выборов, вице-президентом был избран кандидат от правящей Либеральной партии, Ли Ги Бун, набравший почти 80 % голосов против 17,5 % у Чан Мёна. В связи с этим Чан Мён заявил, что результаты выборов сфабрикованы министерством внутренних дел. В тот же день в Масане начались манифестации против фабрикации результатов выборов, переросшие в Апрельскую революцию.
В августе 1960 занял пост премьер-министра и занимал его до военного переворота 16 мая 1961 и свержения Второй республики.

## Ранняя карьера
2 декабря 1925 года он был назначен профессором корейского языка и перевода в школе Maryknoll Center. В то же время он служил лидером мирян в Пхеньянской архиепархии. 11 февраля 1927 года он официально поступил на службу в Пхеньянскую католическую церковь. Он переводил религиозные термины для католического обучения на корейский язык и опубликовал The Summary of Religious Terms в ноябре 1929 года. В 1930 году он опубликовал Way of the Seeker of Truth, а 15 сентября он опубликовал An Outline of Joseon Catholic History
18 марта 1931 года он ушел из дел Пхеньянской архиепархии и переехал в Сеул. Назначенный учителем в Dongsung Commerce High School.1 апреля 1931 года, он взял на себя ответственность за преподавание английского языка и риторических предметов. 10 июля вместе с Чон Джи Ёном он опубликовал первый выпуск Catholic Young Men's News. В 1935 году он стал управляющим делами Dongsung Commerce High School. 1 апреля 1937 года он стал мирянином в Hyehwa-dong Catholic Church и директором детского сада Hyehwa. 19 ноября 1936 года он стал директором Dongsung Commerce High School. В то же время в апреле 1939 года он взял на себя дополнительную роль директора начальной школы Gyesong в Jongro, Сеул. В сентябре того же года он был назначен председателем Seoul Catholic Young Men's National Union. 4 июля 1944 года он перевел на корейский язык книгу кардинала Джеймса Гиббонса «The Faith of Our Fathers: A Plain Exposition and Vindication of the Church Founded by Our Lord Jesus Christ».